# Thám tử lừng danh Conan: Dư ảnh của độc nhãn
Thám tử lừng danh Conan: Dư ảnh của độc nhãn (Nhật: 名探偵コナン 隻眼の残像 Hepburn: Meitantei Conan: Sekigan no Furasshubakku, tên tiếng Anh: Detective Conan: One-Eyed Flashback) là bộ phim điện ảnh anime trinh thám năm 2025 của Nhật Bản dựa trên nguyên tác là bộ manga Thám tử lừng danh Conan của họa sĩ Aoyama Gōshō. Đây là bộ phim điện ảnh thứ 28 của loạt phim điện ảnh Thám tử lừng danh Conan, sau bộ phim điện ảnh Thám tử lừng danh Conan: Ngôi sao 5 cánh 1 triệu đô vào năm 2024. Phim sẽ được công chiếu tại Nhật Bản vào ngày 18 tháng 4 năm 2025 và sẽ công chiếu tại Việt Nam chính thức ngày 25 tháng 7 năm 2025. Trước đó, sẽ có suất chiếu sớm vào các ngày 19 và 20 tháng 7.

## Tổng quan
Khi bộ phim trước đó là Thám tử lừng danh Conan: Ngôi sao 5 cánh 1 triệu đô được công chiếu, một đoạn giới thiệu về phần phim tiếp theo đã được chiếu vào cuối bộ phim, đã tiết lộ rằng các nhân vật chủ chốt sẽ bao gồm Yamato Kansuke, Morofushi Takaaki và Mōri Kogorō.
Sau ngày 7 tháng 10 năm 2024, tác giả Aoyama Gōshō đã tiết lộ trên trò chơi Atsumare Dōbutsu no Mori (Animal Crossing: New Horizons) của Nintendo Switch rằng tiêu đề của phim có gợi ý là 「〇〇〇”ンの○”ン○”〇」. Ông cũng xác nhận các nhân vật sẽ xuất hiện gồm Edogawa Conan, Mōri Kogorō, Mōri Ran, Kansuke, Takaaki và Uehara Yui.
Vào ngày 4 tháng 12, thông tin về bộ phim đã được công bố trên tạp chí Weekly Shōnen Sunday số đầu tiên năm 2025 và cũng đã được đăng tải trên nền tảng X (Twitter) của bộ phim, xác nhận ngày phát hành là ngày 18 tháng 4 năm 2025. Cùng ngày, tựa phim và hình ảnh do Aoyama vẽ cũng đã được tiết lộ. Ngoài ra, bộ phim sẽ do đạo diễn Katsuya Shigehara  thực hiện, kịch bản được viết bởi Sakurai Takeharu và phần âm nhạc do Kanno Yūgo đảm nhận. Hình ảnh minh họa bao gồm Conan, Kogorō, Kansuke, Takaaki, Yui, cùng một cơ sở có hình dạng tương tự như ăng-ten parabol tại Đài quan sát sóng vô tuyến Nobeyama, tại làng Minamimaki, huyện Minamisaku, tỉnh Nagano.
Trong phần phim này, Kansuke và Yui sẽ xuất hiện trở lại sau 15 năm kể từ bộ phim Thám tử lừng danh Conan: Truy lùng tổ chức Áo Đen (2009). Bên cạnh đó, phim cũng sẽ có sự tham gia lần đầu tiên của Takaaki trong một bộ phim điện ảnh. Các nhân vật Amuro Tōru, Kazami Yūya, Kuroda Hyoue, Megure Jūzō, Satō Miwako từ Cục Cảnh sát Tokyo sẽ quay lại sau hai bộ phim kể từ Thám tử lừng danh Conan: Tàu ngầm sắt màu đen (2023). Sự xuất hiện của nhân vật Takagi Wataru cũng trở lại sau ba phần phim kể từ Thám tử lừng danh Conan: Nàng dâu Halloween (2022).
Ngoài ra, do nam diễn viên lồng tiếng Furukawa Toru đã rời vai Amuro vào tháng 6 năm 2024, nhân vật Amuro trong phần phim này sẽ được lồng tiếng bởi Kusao Takeshi với tư cách là người kế nhiệm, đánh dấu lần đầu tiên anh đảm nhiệm vai này trên màn ảnh rộng. Mōri Kogorō cũng được đưa vào vai trò nhân vật quan trọng, lần đầu tiên kể từ phần phim Thám tử lừng danh Conan: Âm mưu trên biển (2005), cách đây 19 năm.
Đặc biệt, bộ phim này là phần đầu tiên kể từ Thám tử lừng danh Conan: Viên đạn đỏ (2021) chỉ có một phiên bản trailer duy nhất được phát hành sau đó, với nội dung tiết lộ ca khúc chủ đề.

## Cốt truyện chính
Tỉnh Nagano, dãy núi Yatsugatake, núi Mitakara. Khi Yamato Kansuke của Sở cảnh sát tỉnh Nagano đuổi theo một "người đàn ông nào đó" vào dãy núi tuyết, một vật thể lạ bất ngờ xuất hiện trong tầm nhìn của anh ta. Lợi dụng sự mất tập trung đó, "người đàn ông nào đó" mà anh ta đang đuổi theo đã bắn một viên đạn súng trường làm xước mắt trái của anh ta cùng lúc một trận tuyết lở xảy ra, đang gầm rú khắp khu vực. Trận tuyết lở đã nuốt trọn anh ta...
10 tháng sau. Một thành viên của đội ngũ nhân viên tại cơ sở nghiên cứu của Đài quan sát quốc gia Nobeyama bị ai đó tấn công. Sau khi nghe tin, Yamato Kansuke, người đã may mắn sống sót sau trận tuyết lở và Uehara Yui đã đến hiện trường. Trong lúc họ thẩm vấn đội ngũ nhân viên, ăng-ten parabol khổng lồ của cơ sở này đã hoạt động, và mắt trái của Yamato, vốn đã chết do tai nạn, đột nhiên bắt đầu đau dữ dội...
Vào đêm cùng ngày, một đồng nghiệp của Kogorō từ thời còn làm cảnh sát, có biệt danh là "Wani", gọi anh đến Văn phòng thám tử. Anh ta đang điều tra vụ tai nạn mà Yamato có liên quan, vụ tuyết lở, và nói rằng tên của Kogorō có trong báo cáo điều tra đó. Kogorō đồng ý gặp anh ta vào một ngày sau đó, và Conan đi theo anh ta, nhưng khi họ đến địa điểm họp, tiếng súng đột nhiên vang lên...
Lời hứa không được thực hiện và hồi tưởng lưu lại trong đôi mắt chết chóc. Một bí ẩn trắng xóa bắt đầu ở những ngọn núi bị bão tuyết tấn công...

## Lồng tiếng
Dưới đây là danh sách những diễn viên lồng tiếng đã lồng tiếng cho các nhân vật trong Thám tử lừng danh Conan tại Nhật Bản và Việt Nam trong movie 28.
| Nhân Vật                  | Diễn Viên Lồng Tiếng | Diễn Viên Lồng Tiếng   |
| Nhân Vật                  | Nhật Bản             | Việt Nam               |
| ------------------------- | -------------------- | ---------------------- |
| Edogawa Conan             | Takayama Minami      | Trần Hoàng Sơn         |
| Kudo Shinichi             | Yamaguchi Kappei     | Trần Hoàng Sơn         |
| Mori Ran                  | Wakana Yamazaki      | Phạm Thuý Hằng         |
| Mori Kogoro               | Koyama Rikiya        | Trần Vũ                |
| Haibara Ai                | Megumi Hayashibara   | Lưu Ái Phương          |
| Uehara Yui                | Koshimizu Ami        | Lưu Ái Phương          |
| Tsuburaya Mitsuhiko       | Ikue Ōtani           | Lưu Ái Phương          |
| Suzuki Sonoko             | Matsui Naoko         | Võ Ngọc Quyên          |
| Agasa Hiroshi             | Ogata Kenichi        | Hồ Chơn Nhơn           |
| Chiba Kazunobu            | Chiba Kazunobu       | Hồ Chơn Nhơn           |
| Yamato Kansuke            | Takada Yuji          | Huỳnh Gia Khánh        |
| Morofushi Takaaki (Komei) | Hayami Sho           | Huỳnh Phương Hoàng Trí |
| Kojima Genta              | Takagi Wataru        | Huỳnh Phương Hoàng Trí |
| Takagi Wataru             | Takagi Wataru        | Nguyễn Quang Tuyên     |
| Kamen Yaiba               | —                    | Nguyễn Quang Tuyên     |
| Yoshida Ayumi             | Iwai Yukiko          | Lê Vũ Kim Ngọc         |
| Funakubo Maki             | Fukuen Misato        | Lê Vũ Kim Ngọc         |
| Sato Miwako               | Yuya Atsuko          | Nguyễn Thị Huyền Trang |
| Hayashi Atsunobu          | Hatano Wataru        | Lâm Thanh Toàn         |
| Funakubo Eizo             | Nakano Yutaka        | Tạ Bá Nghị             |
| Amuro Taro                | Kusao Takeshi        | Nguyễn Anh Tuấn        |
| Kyogoku Makoto            | Hiyama Nobuyuki      | Nguyễn Anh Tuấn        |
| Ochi Yutaka               | Matsumoto Yasunori   | Thái Văn Minh Vũ       |
| Hasebe Rikuo              | Seki Tomokazu        | Trần Ngọc San          |
| Hyoe Kuroda               | Kishino Yukimasa     | Nguyễn Trí Luân        |
| Otomo Takashi             | Yamada Takayuki      | Nguyễn Trí Luân        |
| Sametani Koji             | Hirata Hiroaki       | Trần Gia Trí           |
| Megure Juzo               | Chafurin             | Trịnh Kiêm Tiến        |
| Kazami Yuya               | Tobita Nobuo         | Trần Lê Duy            |
| Shiratori Ninzaburo       | Inoue Kazuhiko       | Lê Nguyễn Tuấn Anh     |
| Mikuriya Sadakuni         | Takeuchi Shunsuke    | Lý Gia Huy             |
| Enomoto Azusa             | Enomoto Mitsuko      | Trương Ngọc Châu       |
| Morofushi Hiromitsu       | Midorikawa Hikaru    | Thế Hải                |

## Sản xuất
- Nguyên tác: Aoyama Gōshō
- Đạo diễn: Shigehara Katsuya
- Kịch bản: Sakurai Takeharu
- Âm nhạc: Kanno Yūgo

## Âm nhạc

### Bài hát chủ đề
Ca khúc chủ đề của bộ phim là 「TWILIGHT!!!」do King Gnu trình bày.

### Nhạc phim
Danh sách nhạc phim được phát hành vào ngày 16 tháng 4 năm 2025 với tựa đề Meitantei Conan: Sekigan no Furasshubakku Original Soundtrack (『劇場版 名探偵コナン 隻眼の残像オリジナル・サウンドトラック』). Bao gồm 61 bài hát.
Tất cả nhạc phẩm được soạn bởi Kanno Yūgo.
| Meitantei Conan: Sekigan no Furasshubakku Original Soundtrack | Meitantei Conan: Sekigan no Furasshubakku Original Soundtrack | Meitantei Conan: Sekigan no Furasshubakku Original Soundtrack |
| STT                                                           | Nhan đề                                                       | Thời lượng                                                    |
| ------------------------------------------------------------- | ------------------------------------------------------------- | ------------------------------------------------------------- |
| 1.                                                            | "プロローグ ～Cold eyes～"                                    | 0:42                                                          |
| 2.                                                            | "残像"                                                        | 0:39                                                          |
| 3.                                                            | "侵入者"                                                      | 1:31                                                          |
| 4.                                                            | "雷鳴轟く正義の拳"                                            | 0:20                                                          |
| 5.                                                            | "繋がる宇宙"                                                  | 0:49                                                          |
| 6.                                                            | "天文台へ行こう！"                                            | 0:58                                                          |
| 7.                                                            | "テレビのアイドル"                                            | 0:24                                                          |
| 8.                                                            | "思い出話に花を咲かせて"                                      | 1:11                                                          |
| 9.                                                            | "急なアポイント"                                              | 0:57                                                          |
| 10.                                                           | "銃声鳴り響く公園"                                            | 1:46                                                          |
| 11.                                                           | "名探偵コナンメインテーマ（隻眼の残像ヴァージョン）"          | 2:31                                                          |
| 12.                                                           | "無言の再会"                                                  | 0:54                                                          |
| 13.                                                           | "WILL ～弔い～"                                               | 1:22                                                          |
| 14.                                                           | "ワクワクの絶景"                                              | 0:46                                                          |
| 15.                                                           | "蘭は恋の策士"                                                | 1:03                                                          |
| 16.                                                           | "8年前の事件"                                                 | 2:42                                                          |
| 17.                                                           | "アベックとカップル"                                          | 0:46                                                          |
| 18.                                                           | "仕掛けられた盗聴器"                                          | 0:34                                                          |
| 19.                                                           | "雪崩事件の謎"                                                | 1:06                                                          |
| 20.                                                           | "楽しいドライブ"                                              | 0:40                                                          |
| 21.                                                           | "奪われた未来の代償"                                          | 1:20                                                          |
| 22.                                                           | "指揮"                                                        | 0:41                                                          |
| 23.                                                           | "みんなで見学"                                                | 0:47                                                          |
| 24.                                                           | "星を描こう"                                                  | 0:59                                                          |
| 25.                                                           | "博士のクイズ ～長野編～"                                     | 0:51                                                          |
| 26.                                                           | "絡み合う思惑"                                                | 1:54                                                          |
| 27.                                                           | "利用"                                                        | 0:46                                                          |
| 28.                                                           | "疼く傷口"                                                    | 0:22                                                          |
| 29.                                                           | "科学者とお星さま"                                            | 1:00                                                          |
| 30.                                                           | "ちっぽけな恨み"                                              | 1:24                                                          |
| 31.                                                           | "寄り道しよう"                                                | 0:52                                                          |
| 32.                                                           | "見られたくないモノ"                                          | 1:09                                                          |
| 33.                                                           | "捜索の理由"                                                  | 1:56                                                          |
| 34.                                                           | "重い車内"                                                    | 0:34                                                          |
| 35.                                                           | "狩りの時間"                                                  | 1:52                                                          |
| 36.                                                           | "小さき者達の勇敢なる戦い"                                    | 1:12                                                          |
| 37.                                                           | "緊急信号"                                                    | 0:37                                                          |
| 38.                                                           | "雪崩の話"                                                    | 0:31                                                          |
| 39.                                                           | "捜索行進曲"                                                  | 0:35                                                          |
| 40.                                                           | "貴重な手掛かり"                                              | 0:29                                                          |
| 41.                                                           | "不可解なアザ"                                                | 1:46                                                          |
| 42.                                                           | "雪の中に咲く花"                                              | 1:41                                                          |
| 43.                                                           | "緊迫した攻防"                                                | 1:57                                                          |
| 44.                                                           | "音信不通"                                                    | 1:22                                                          |
| 45.                                                           | "夢と現実の狭間"                                              | 1:04                                                          |
| 46.                                                           | "必死の救出"                                                  | 0:44                                                          |
| 47.                                                           | "迫りくる白い脅威"                                            | 1:39                                                          |
| 48.                                                           | "緊急避難"                                                    | 0:54                                                          |
| 49.                                                           | "雪に埋もれた運命"                                            | 0:48                                                          |
| 50.                                                           | "最悪な知らせ"                                                | 0:34                                                          |
| 51.                                                           | "犯行の動機"                                                  | 1:02                                                          |
| 52.                                                           | "潜伏 ～それぞれの8年間～"                                    | 4:10                                                          |
| 53.                                                           | "積み上げた矛盾と証拠"                                        | 3:42                                                          |
| 54.                                                           | "蘇る記憶 ～この目が見たのは…～"                              | 2:05                                                          |
| 55.                                                           | "明かされた正体"                                              | 1:07                                                          |
| 56.                                                           | "卑劣な犯行"                                                  | 1:27                                                          |
| 57.                                                           | "憎しみの大きさと罪の重さ"                                    | 2:20                                                          |
| 58.                                                           | "カーチェイス ～執念の逃走～"                                 | 1:39                                                          |
| 59.                                                           | "一進一退の攻防 ～勝利を信じて～"                             | 3:25                                                          |
| 60.                                                           | "誇り高き警察官"                                              | 1:15                                                          |
| 61.                                                           | "エピローグ ～それぞれの友情～"                               | 1:49                                                          |
| Tổng thời lượng:                                              | Tổng thời lượng:                                              | 1:18:02                                                       |

## Khách mời
Các diễn viên lồng tiếng khách mời sẽ đóng các nhân vật chính trong phim là Yamada Takayuki và Yamashita Mizuki, họ sẽ xuất hiện với tư cách là những nhân vật nắm giữ chìa khóa của câu chuyện của bộ phim năm nay.
Otomo Takashi
Lồng tiếng bởi: Yamada Takayuki (tiếng Nhật), Nguyễn Trí Luân (tiếng Việt)
Chủ sở hữu một túp lều đốt than ở vùng núi thuộc tỉnh Nagano. Anh ấy là một nhân vật trầm tính nhưng thân thiện và hợp tác, cung cấp một túp lều làm nơi trú ẩn cho Conan và nhóm bạn của conan khi họ gặp nguy hiểm giữa chừng câu chuyện. Không hiểu sao trên cơ thể anh lại có vết bầm tím do bắn súng.
Marui Madoka
Lồng tiếng bởi: Yamashita Mizuki
Cô là thành viên cơ sở nghiên cứu tại Đài quan sát thiên văn quốc gia Nobeyama ở Nagano và làm việc cùng Ochi Yutaka, một giáo sư tại đài quan sát và là đàn em của Giáo sư Agasa từ thời còn học đại học. Họ bị tấn công bởi "ai đó" đã đột nhập vào đài quan sát, nhưng được Ochi Yutaka cứu, người đã nghe thấy tiếng hét của họ.

## Phòng vé
Vào ngày công chiếu đầu tiên, doanh thu phòng vé đã thu hút với hơn 1,05 tỷ yên, tương đương với hơn 690 nghìn vé. Vượt qua kỷ lục trước đó với mức tăng 109% so với phần phim trước.
Trong ba ngày đầu tiên công chiếu, bộ phim đã đạt doanh thu hơn 3,43 tỷ yên và thu hút vượt quá 2,31 triệu vé, tương đương tăng lên khoảng 102% so với phần phim trước.

## Quảng bá

### Công bố
Bộ phim được công bố vào ngày 3 tháng 12 năm 2024. Đội ngũ sản xuất phim cũng được tiết lộ vào ngày hôm đó với đạo diễn bộ phim là Shigehara Katsuya và kịch bản được chấp bút bởi Sakurai Takeharu, người trước đây đã viết nhiều bộ phim khác trong loạt phim Thám tử lừng danh Conan.
Vào ngày 5 tháng 12 năm 2024, video cũng như câu chuyện giới thiệu và tóm tắt của phim cũng đã được phát hành.
Vào ngày 26 tháng 2 năm 2025, hình ảnh chính cùng đoạn trailer dài 60 giây đã được ra mắt, đồng thời công bố rằng thay vì tổ chức buổi chiếu trước, sẽ tổ chức một sự kiện giao lưu, gặp gỡ với người hâm mộ.
Vào ngày 15 tháng 3, thông báo chính thức cho biết bài hát chủ đề sẽ là "TWILIGHT!!!" do King Gnu trình bày, cùng với đó là đoạn video giới thiệu có chứa bài hát này đã được ra mắt.
Ngày 13 tháng 4, đoạn trailer trước ngày công chiếu chính thức đã được phát hành.